# Louis-Ferdinand de Bavière
Louis-Ferdinand de Wittelsbach y Borbon, prince de Bavière, infant d'Espagne, est un général de cavalerie et un docteur en médecine d'origine bavaroise, né le 22 octobre 1859 à Madrid et mort le 23 novembre 1949 à Munich.

## Biographie
Artiste et philanthrope, général bavarois de cavalerie, général de la Santé des corps de l'armée espagnole, médecin-chirurgien de l'Académie d'Espagne, le prince a étudié la chirurgie et la gynécologie aux universités de Heidelberg et de Munich (anciennes possessions du royaume de Bavière). Il est également membre d'honneur de la société allemande de gynécologie et obstétrique.

## Famille et mariage
Le prince est un proche parent de la plupart des têtes couronnées européennes catholiques :
Membre de la Maison de Wittelsbach, l'infant est le petit-fils du roi Louis Ier de Bavière et de l'infant François de Paule d'Espagne. Il est le fils du prince héritier de Grèce, Adalbert de Bavière (1828 - 1875) (frère du roi Othon Ier de Grèce (duc de Bavière élu roi en 1830 mais déchu en 1862)) et de son épouse Amélie d'Espagne (1834 - 1905), sœur de l'infant François d'Assise, roi-consort d'Espagne.
Trois de ses cousins germains seront rois de Bavière : Louis II, de 1864 à 1886, Othon Ier, de 1886 à 1913 et Louis III de 1913 à 1918.
Mais encore : l'infant Louis-Ferdinand est le neveu du roi Maximilien II de Bavière (1811 - 1864) et du régent Léopold ; neveu également - puisque son père était leur cousin germain - de l'impératrice Élisabeth d'Autriche, (dite Sissi) et du frère de celle-ci, Charles-Théodore, duc en Bavière, surtout connu pour avoir démissionné de l'armée pour devenir médecin, ouvrant ainsi la voie au prince Louis-Ferdinand, et dont la fille sera la populaire reine Élisabeth de Belgique, mère du roi Léopold III, du régent Charles-Théodore et de la reine Marie-José d'Italie aux tragiques destinées. L'infant est donc un lointain cousin de l'actuel roi Albert II et de sa sœur, la défunte princesse Joséphine-Charlotte qui épousa le grand-duc Jean de Luxembourg.
Par mariage, le prince est devenu gendre de la reine Isabelle II d'Espagne, épouse de son grand-oncle le roi-consort François d'Assise qui lui octroya le titre d'infant. Sa sœur Isabelle, duchesse de Gênes, est la belle-sœur de la reine Marguerite d'Italie.
Il épouse à Madrid le 2 avril 1883 sa cousine germaine Marie de la Paix de Bourbon, infante d'Espagne (1862 - 1946). De cette union naîtront :
- Ferdinand-Marie de Bavière, infant d'Espagne (1884 - 1958)
- Adalbert de Bavière (1886 - 1970)
- Marie del Pilar de Bavière (1891 - 1987)

## Hommage
À Munich, le pont Ludwig-Ferdinand est nommé en son honneur.